# Nydia Caro
Nydia Caro (Nova York, 7 de juny de 1948) és una cantant, compositora, presentadora de TV i actriu estatunidenca d'origen portoriqueny.

## Biografia
Nydia va iniciar la seva carrera artística a primerenca edat. Després de tornar de secundària, es va matricular a l'Escola d'Arts Escèniques de Nova York, on va prendre classes de cant, dansa i actuació.
En 1973, va obtenir el tercer lloc al Festival Internacional de la Cançó de Benidorm amb la cançó «Vete ya», de Julio Iglesias. A l'any següent, va participar com a artista convidada al Festival de Viña del Mar. Allí va conèixer al presentador de televisió xilè César Antonio Santis, amb qui se'l va vincular sentimentalment. Després es va convertir en la primera porto-riquenya a guanyar el Festival OTI de la Cançó, interpretant el tema «Hoy canto por cantar».
En 1988 personifica Yaritza Gallardo en la minisèrie portoriquenya Color de piel, original de Vicky Hernández, al costat dels actors mexicans Rogelio Guerra, María Rubio i Socorro Avelar.
Gràcies a la seva popularitat a Xile, va participar en la telenovel·la Bellas y audaces i va gravar un disc reeixit al mateix país titulat Todos los fuegos, del que va treure el tema que donava títol a l'àlbum i el senzill «Soledad». En el 2008, el seu nexe amb Xile va continuar, aquesta vegada en la telenovel·la Don amor, la qual cosa la va portar novament com a convidada especial al XLIX Festival Internacional de la Cançó de Vinya del Mar per part de Canal 13 (canal organitzador de l'esdeveniment). En el 2011, va participar com a jurat convidat en les audicions del programa Factor X Xile, de TVN.
Gaudeix de popularitat a Espanya i Iberoamèrica. Compta amb una àmplia i interessant discografia que mostra una evolució envejable des de qualsevol punt de vista, destacant els seus àlbums Amores luminosos, en el qual interpreta poesia mística de Santa Teresa i Sant Joan de la Creu i Bienvenidos, una producció en la qual canta temes infantils amb música clàssica, segons va escriure el periodista espanyol Daniel Llorens Vidal en les pàgines de la revista Efe-Ema. Resideix a Puerto Rico, país de naixement dels seus pares.

## Discografia
- Dímelo tú (1967)
- Los Durísimos y yo (1969)
- Hermano, tengo frío (1970)
- Grandes Éxitos - Volumen I (1973)
- Cuéntale (1973)
- Grandes Éxitos - Volumen II (1974)
- Hoy canto por cantar (1974)
- Contigo fui mujer (1975)
- Palabras de amor (1976)
- El amor entre tú y yo (1977)
- Oye, guitarra mía (1977)
- Arlequín (1978)
- Suavemente/Sugar Me (1978)
- Isadora/Keep On Moving' (1978)
- A quién vas a seducir (1979)
- Intimidades (1982)
- Prepárate (1983)
- Papá de domingos (1984)
- Soledad (1985)
- Hija de la Luna (1988)
- Para valientes nada más (1991)
- Amores luminosos (1998)
- Las noches de Nydia (2003)
- Bienvenidos (2003)
- Claroscuro (2012)